# Cotiacou
Cotiacou est l'un des cinq arrondissements de la commune de Tanguiéta dans le département de l'Atacora au Bénin.

## Géographie
L'arrondissement de Cotiacou est situé au nord-ouest du Bénin et compte 6 villages que sont Bounta, Coroncore, Cotiakou, Manoungou, Nowerere et Tora.

## Démographie
Selon le recensement de la population de 2013 conduit par l'Institut national de la statistique et de l'analyse économique (INSAE), Cotiacou compte 13814 habitants  .